# Hakuto-R
Hakuto-R est un engin spatial de type atterrisseur  développé par la start-up japonaise ispace dont l'objectif est de permettre la dépose de charges utiles (instruments scientifiques, équipements à tester, astromobiles lunaires de petite taille). 
En 2022, deux missions sont financées par des investisseurs privés dont Yokogawa Electric et Toray Carbon Magic. La première mission M1 est lancée le 11 décembre 2022 par une fusée Falcon 9 en tant que charge utile principale, le nano-satellite Lunar Flashlight l'accompagnant en tant que charge utile secondaire. L'engin spatial réussit à se placer en orbite autour de la Lune le 17 mars mais est perdu durant sa descente vers le sol lunaire réalisée le 25 avril. La deuxième mission, baptisée RESILIENCE, a été lancée le 15 janvier 2025 par le même lanceur que Blue Ghost M1. En avril 2025 RESILIENCE est toujours en cours de transit vers la Lune et doit se poser dans la mer du Froid le 6 juin 2025.  
Par ailleurs la filiale américaine de iSpace développe une version plus puissante de l'atterrisseur Hakuto-R, baptisée APEX 1.0, pour le compte du laboratoire américain Draper de Cambridge. Ce dernier a été sélectionné en juin 2022 par l'agence spatiale américaine, la NASA, pour transporter à la surface de la Lune des équipements et des instruments scientifiques dans le cadre du programme CLPS. La mission, qui est baptisée SERIES-2, est programmée au plus tôt en 2026
Le projet Hakuto-R est issu de développements réalisés dans le cadre du Google Lunar X Prize. Sa fabrication est en partie assurée par le groupe industriel européen ArianeGroup.  

## Historique

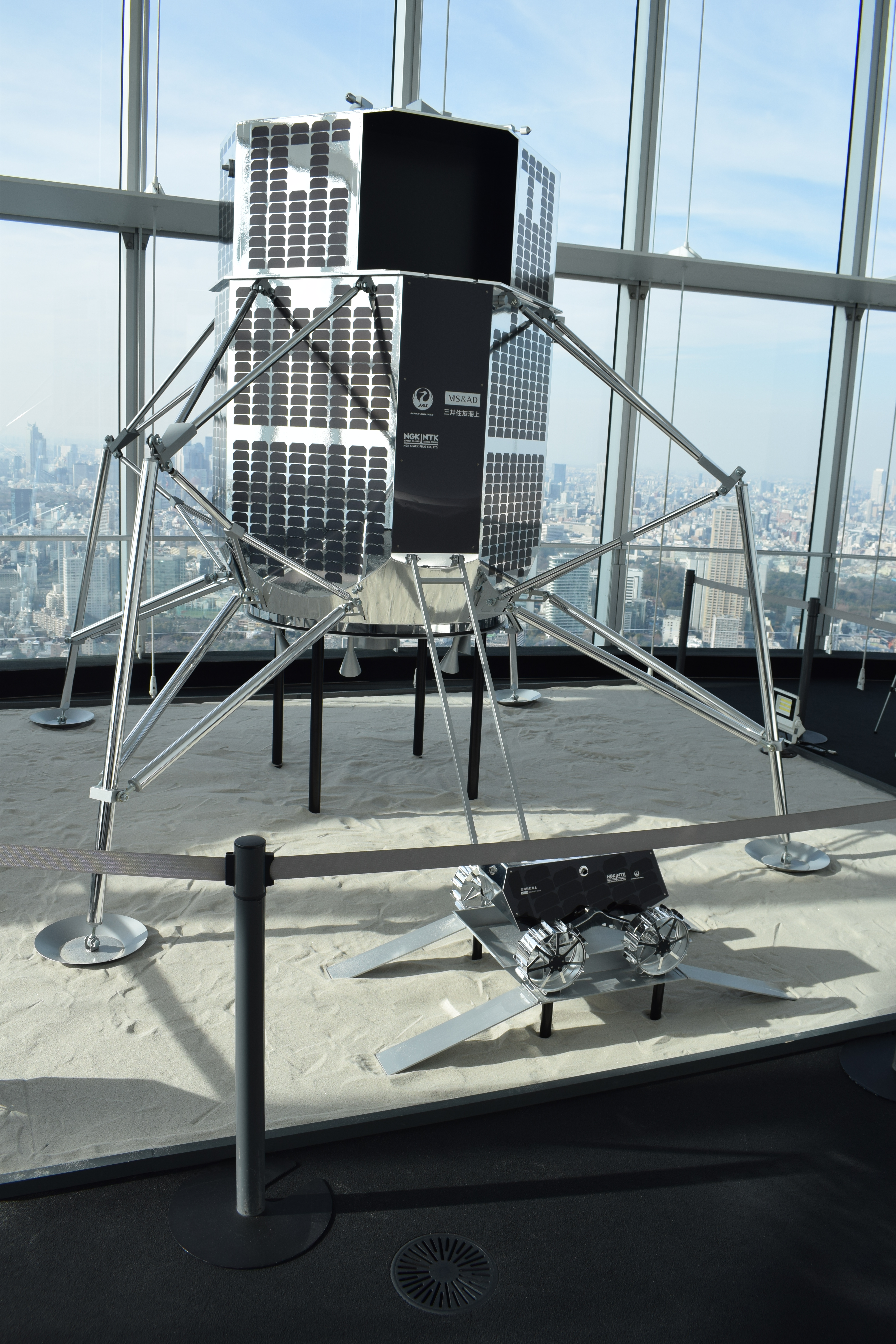
Maquette de l'atterrisseur Hakuto-R dans la version de 2019 et d'un astromobile (au premier plan).

L'atterrisseur lunaire Hakuto (en français lapin blanc, en référence au lapin lunaire) est conçu initialement par la société japonaise ispace pour tenter de remporter le Google Lunar X Prize, un prix décerné à la première équipe d'ingénieurs et techniciens travaillant en dehors du cadre institutionnel des agences spatiales qui parviendrait à concevoir, fabriquer et poser un engin spatial sur la surface de la Lune. Lancé en 2007, la compétition est close en 2018 sans qu'aucune équipe ne soit parvenue à atteindre cet objectif. En 2018, ispace décide de poursuivre ses travaux en développant l'atterrisseur Hakuto-R (R pour reboot c'est-à-dire, en français, redémarrage). Plusieurs missions, destinées à déposer des charges utiles à la surface de la Lune, sont programmées. Hakuto-R M1 est la première mission dont l'objectif est de valider la conception de l'atterrisseur ainsi que le modèle économique du projet.
L’atterrisseur est construit par l'établissement allemand de Lampoldhausen d'ArianeGroup. L'intégration des charges utiles a été réalisée dans les installations de la société IABG (en) (Industrieanlagen-Betriebsgesellschaft mbH) à Ottobrunn. Plusieurs sociétés américaines fournissent des composants. En avril 2023, la société ispace, qui emploie environ 200 personnes, est financée par plusieurs sociétés japonaises dont Suzuki, Japan Airlines, la banque de développement du Japon, Konical Minolta, Dentsu ainsi que par plusieurs fonds d'investissement et de capital-risque,.

## Caractéristiques techniques de l'atterrisseur
La première version de l'atterrisseur permet de déposer des charges utiles d'une masse totale de 30 kilogrammes à la surface de la Lune. Avec son train d'atterrissage déployé, il est haut de 2,3 mètres pour un diamètre de 2,6 mètres. Sa masse à vide (sans ergols) est de 340 kilogrammes et atteint une tonne avec les ergols. Le système propulsif comprend un moteur-fusée principal et six moteurs-fusées secondaires qui brûlent un mélange d'ergols hypergoliques (méthylhydrazine et peroxyde d'azote). L'attitude de l'engin spatial est contrôlée à l'aide de huit petits moteurs-fusées brûlant de l'hydrazine. L'ensemble du système propulsif est fourni par la société européenne ArianeGroup. Le logiciel gérant le guidage, la navigation et le contrôle d'attitude est fourni par le laboratoire américain Draper. Les panneaux solaires sont fournis par la société américaine Sierra Space,,.

## Mission Hakuto-R M1 (2022)

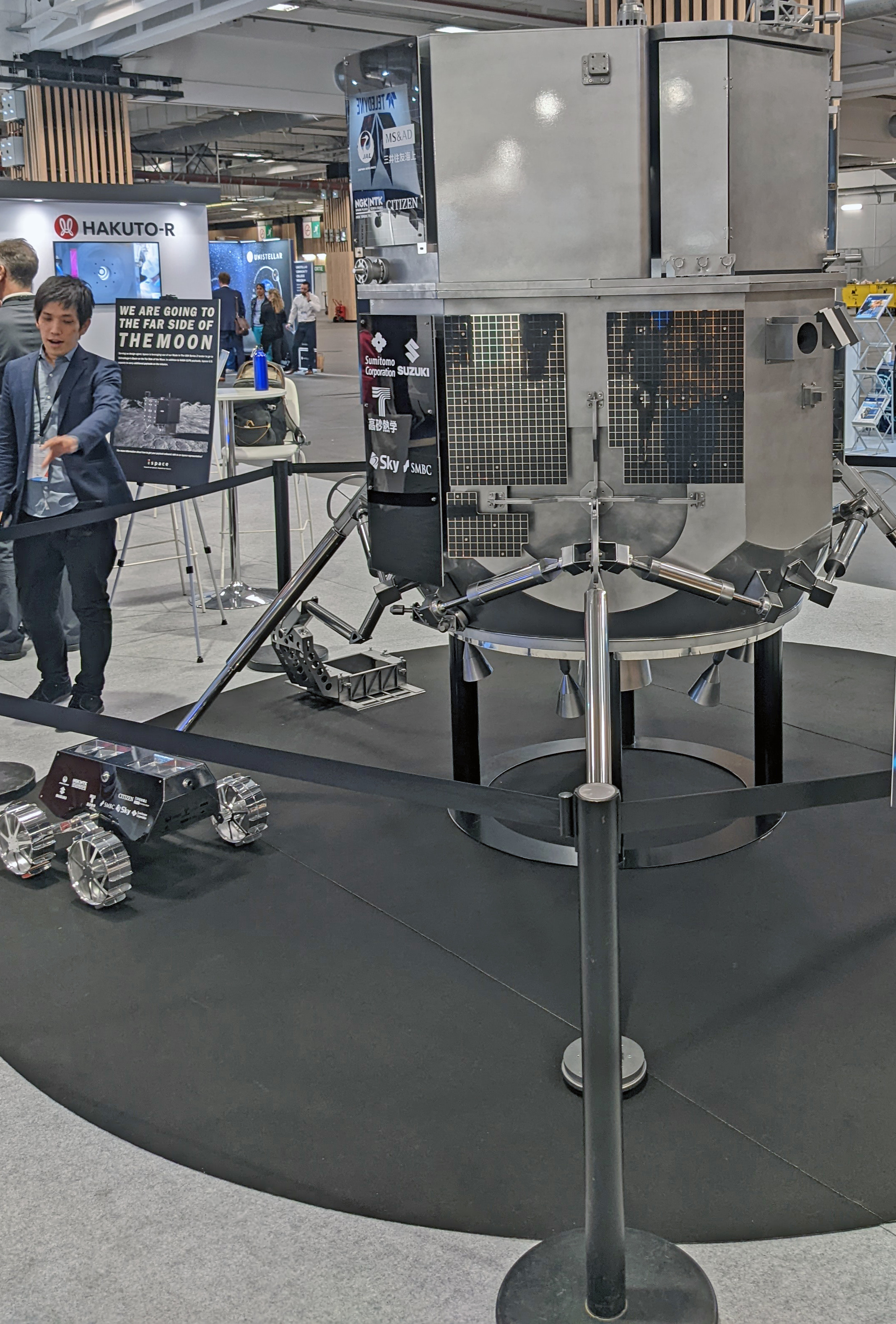
Maquette de l'atterrisseur Hakuto-R dans la version de 2022.

Hakuto-R M1 est la première mission de l'atterrisseur lunaire Hakuto-R d'une masse de 1000 kg. Lancé le 11 décembre 2022 par une fusée Falcon 9, il emporte plusieurs charges utiles qui doivent être déposées à la surface de la Lune dans le cratère Atlas après avoir un temps envisagé la plaine basaltique Lacus Somniorum située à une latitude moyenne (47,5° Nord, 44,4° Est), précédemment choisie parce qu'elle comporte peu de rochers susceptibles de faire échouer l'atterrissage et parce qu'elle est caractérisée par une grande diversité des formations géologiques. Parmi ces charges utiles, figurent deux petits astromobiles : un astromobile développé par ispace et Rashid 1 des Émirats arabes unis,,.
Hakuto-R est placé sur une trajectoire de transit vers la Lune à basse énergie similaire à celle suivie par la sonde spatiale sud-coréenne Danuri. Après avoir été placée sur une orbite haute culminant à une altitude de 1,5 million de kilomètres de la Terre (au delà de l'orbite de la Lune), la sonde spatiale effectue trois corrections de trajectoire les 16 décembre 2022, 4 janvier et 3 février 2023 qui lui permettent finalement de s'insérer sur une orbite lunaire elliptique de 100 x 2300 kilomètres. Après une nouvelle série de manœuvres destinées à modifier cette orbite, la sonde spatiale réduit sa vitesse avec son propulseur principal le 25 avril une heure avant d'entamer sa descente vers la surface de la Lune pour s'y poser. Alors qu'il s'approche de la surface, Hakuto-R pivote pour réduire sa vitesse de descente avec sa propulsion principale puis est censé utiliser ses six petits propulseurs pour la phase finale. Le centre de contrôle de la mission installé à Tokyo qui reçoit les télémesures de l'engin spatial via le réseau d'antennes de l'Agence spatiale européenne perd le contact avec Hakuto-R durant cette dernière phase. Le vaisseau s’est mis en position verticale, en supposant se situer à quelques centaines de mètres de la surface mais sa vitesse de descente a accéléré. Les informations transmises indiquent un niveau de carburant au plus bas, empêchant le contrôle de la vitesse et amenant à une destruction à la surface,.
Finalement, la cause du crash est élucidée. À l'origine, l'appareil devait se poser dans la plaine Lacus Somniorum mais le site a été remplacé par le cratère Atlas sans que cette zone plus accidentée soit testée par l'ordinateur de bord. Ainsi, lorsque la sonde survole le bord du cratère, elle détecte bien le brusque changement d'altitude de 3 km mais l'interprète comme une défaillance du capteur et cesse du coup de tenir compte des données (pourtant correctes) qui sont collectées. Elle choisit alors de se reposer sur les données des centrales de mesure inertielle et effectue les manœuvres d'atterrissage (freinage, redressement à la verticale) en croyant se trouver à la surface, alors que celle-ci est 5 km plus bas, d'où le crash qui survient après épuisement des ergols et la chute libre,.

### Charges utiles
La charge utile de l'atterrisseur a une masse de 11 kilogrammes.

#### Astromobile Rashid
Rashid 1 est un petit astromobile de 10 kilogrammes comportant quatre roues dont l'énergie est fournie par des panneaux solaires d'une surface de 53 x 53 centimètres. Il emporte trois caméras à haute résolution CASPEX de fabrication française, une caméra infrarouge CAM-T ayant une résolution de 80x64 pixels et un champ de vue de 38 x 31 °, un microscope CAM-M permettant d'étudier le régolithe et des sondes de Langmuir permettant d'étudier le plasma. Les caméras CASPEX développées par l'agence spatiale française CNES et la société 3D PLUS ont une résolution spatiale de 2048 x 2048 pixels et un champ de vue de 85 degrés. Deux de ces caméras sont en position fixe à l'avant et à l'arrière de l'astromobile et la troisième est positionnée à l'extrémité d'un mât déployable). Rashid a une vitesse de déplacement maximum de 10 centimètres par seconde et il peut franchir des obstacles de 10 cm de haut et des pentes allant jusqu'à 20 degrés. Une fois l'atterrisseur posé à la surface de la Lune, l'astromobile est déposé sur le sol à l'aide d'un bras articulé. Un deuxième exemplaire de l'astromobile doit embarquer sur une mission ultérieure qui reste à définir. Le choix de la sonde spatiale chinoise Chang'e 7, qui doit être lancée vers 2025, semble écarté en raison des règlements ITAR,,.

#### SORA-Q

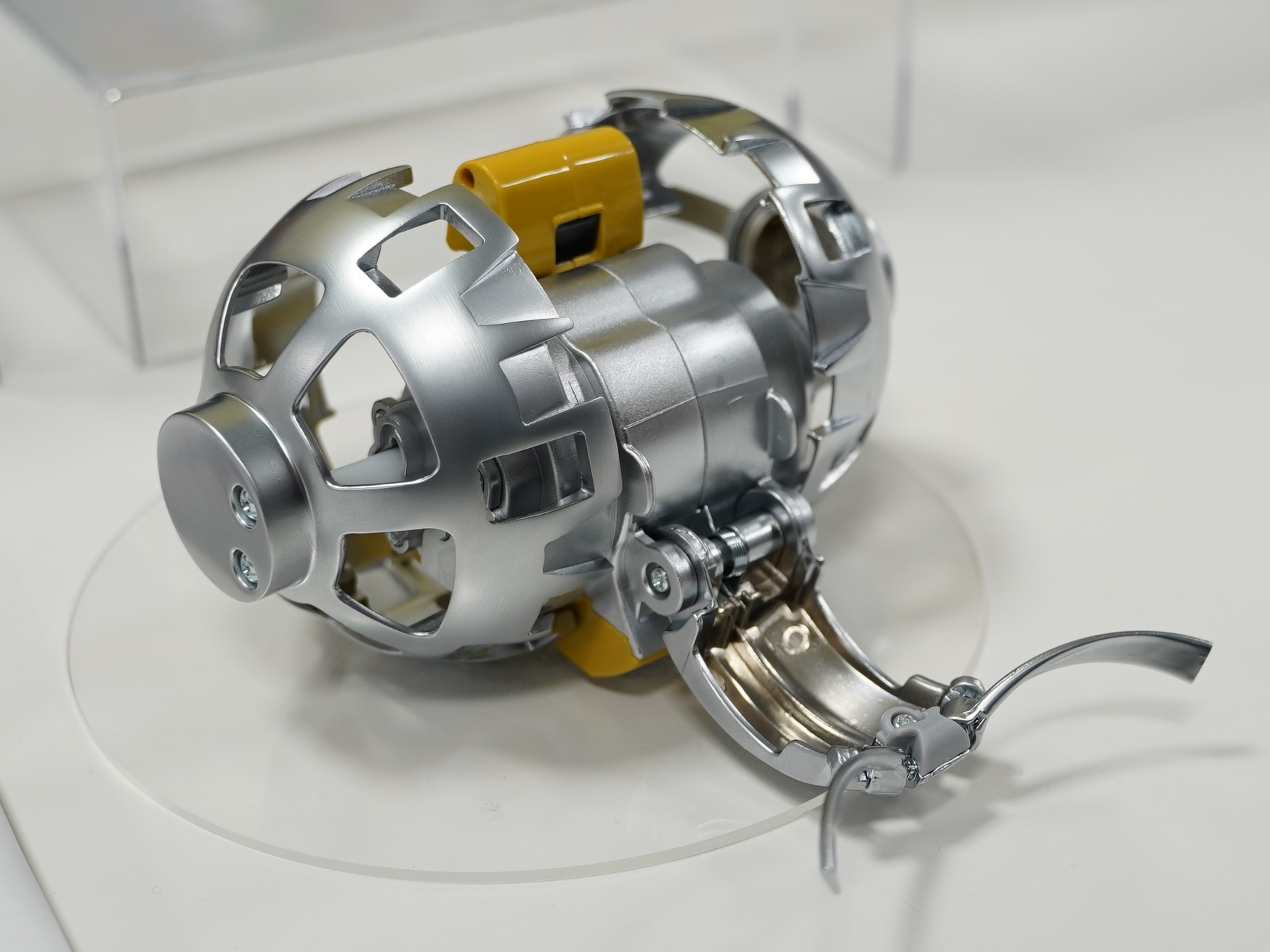
Soraq.

L'atterrisseur devait également déposer sur le sol lunaire SORA-Q (Sora signifie ciel en japonais),  un petit engin de forme ovale d'une masse de 250 grammes et de 8 centimètres de diamètre. Capable de se déplacer grâce à ses extrémités qui peuvent agir comme des roues, il dispose d'une caméra.

#### Autres charges utiles
Hakuto-R M1 transporte également un caméra 4K d'ispace, une caméra panoramique (360°) de la société canadienne Canadensys Aerospace et un prototype de batterie à semi-conducteurs.

### CubeSat Lunar Flashlight
La fusée Falcon 9 emporte également une charge utile secondaire, le CubeSat 6U Lunar Flashlight qui est placé sur une orbite lunaire très elliptique avec un périgée passant environ 15 kilomètres au-dessus du pôle sud de la Lune. Ce nano-satellite utilise des lasers pour tenter de mettre en évidence la présence de glace d'eau.

## Mission Hakuto-R M2 RESILIENCE (2025)
La deuxième mission de l'atterrisseur lunaire, baptisée RESILIENCE, a été lancée le 15 janvier 2025 par une fusée Falcon 9 décollant du centre spatial Kennedy. RESILIENCE est une charge utile secondaire de cette fusée qui transporte par ailleurs l'atterrisseur lunaire Blue Ghost (mission Blue Ghost Mission 1) de la société Firefly Aerospace qui s’est posé le 2 mars 2025 à la surface de la Lune. RESILIENCE est placé sur une trajectoire de transit vers la Lune à basse énergie similaire à celle suivie par Hakuto-R M1. 

### Charges utiles
RESILIENCE, qui doit se poser le 6 juin 2025 dans la Mer du Froid, transporte les équipements et instruments suivants,,,:
- Le petit astromobile TENACIOUS de 5 kg et 54 cm de long fabriqué par la filiale luxembourgeoise d’ispace doit étudier le site d'atterrissage, collecter un échantillon du régolithe lunaire et renvoyer des données sur Terre. Il est équipé d'une petite pelle et d'une caméra à haute définition[18].
- Une sonde mesurant les radiations fournie par l'Université nationale centrale de Taïwan.
- un équipement réalisant l'électrolyse de l'eau fourni par que la société Takasago Thermal Engineering.
- Un équipement de production de nourriture fourni par la société Euglena.

## Mission SERIES-2 (2026)
La filiale américaine de iSpace développe une version plus puissante de l'atterrisseur Hakuto-R, baptisée APEX 1.0, pour le compte du laboratoire américain Draper de Cambridge. Ce dernier a été sélectionné en juin 2022 par l'agence spatiale américaine, la NASA, pour transporter à la surface de la Lune des équipements et des instruments scientifiques dans le cadre du programme CLPS. La mission, qui est baptisée SERIES-2 et est programmée au plus tôt en 2026, doit se poser dans le cratère Schrödinger sur la face cachée de la Lune près du pôle Sud. Ce bassin d'impact est relativement jeune pour la Lune, car il remonte à environ 3,8 millions d'années, et il est un des rares sites à la surface de la Lune qui présente des traces relativement récentes d'activité volcanique. La mission doit étudier les caractéristiques de la surface et de l'intérieur de la Lune (flux thermique, sismicité). L'atterrisseur  emporte trois instruments représentant une masse totale de 65 kilogrammes. C'est la première fois que l'agence spatiale américaine posera un engin spatial sur la face cachée de la Lune, une première réalisée récemment par la Chine. Le contrat souscrit porte sur un montant de 73 millions $,.

## Version SERIES-3
Ispace développe au Japon une version plus puissante de son atterrisseur (SERIES-3) dont le premier vol est planifié vers 2026.